# Hubert Kiesewetter
Pour les articles homonymes, voir Kiesewetter.
Hubert Kiesewetter, né le 11 juillet 1939 à Dessau (État libre d'Anhalt), est un philosophe et historien allemand, étudiant l'histoire économique et sociale.